# Héctor Baley
Héctor Baley (San Nicolás de los Arroyos, 16 november 1950) is een voormalig Argentijns voetballer. 
Baley begon zijn carrière bij Estudiantes dat toen veel succes had onder trainer Osvaldo Zubeldía, echter kon hij niet voorbij aan doelman Alberto Poletti en speelde slechts drie keer in de eerste ploeg. Na zijn vertrek in 1981 duurde het zelfs tot 1973 vooraleer hij aan de slag kon bij Colón. Na nog een tussenstop bij Huracán belandde hij bij Independiente waarmee hij de titel behaalde in 1978. Hij beëindigde zijn carrière bij Talleres.
Hij speelde ook voor de nationale ploeg, maar had hier te maken met sterke concurrentie van Ubaldo Fillol. Baley zat in de selectie voor het WK 1978 en 1982, maar speelde niet. Hij speelde in een handvol vriendschappelijke wedstrijden, waaronder een uitstekende prestatie in 1982 tegen West-Duitsland. 
1 Alonso ·
2 Ardiles ·
3 Baley ·
4 Bertoni ·
5 Fillol ·
6 Gallego ·
7 L. Galván ·
8 R. Galván ·
9 Houseman ·
10 Kempes ·
11 Killer ·
12 Larrosa ·
13 La Volpe ·
14 Luque ·
15 Olguín ·
16 Ortiz ·
17 Oviedo ·
18 Pagnanini ·
19 Passarella  ·
20 Tarantini ·
21 Valencia ·
22 Villa ·
Coach: Menotti